# Lutas nos Jogos Pan-Americanos de 1987
As competições de luta olímpica nos Jogos Pan-Americanos de 1987 foram realizadas em Indianápolis, nos Estados Unidos. Foram disputados eventos de luta livre e luta greco-romana.

## Medalhistas
Greco-romana masculina
| Evento              | Ouro                        | Prata                  | Bronze                |
| ------------------- | --------------------------- | ---------------------- | --------------------- |
| Até 48 kg detalhes  | Reinaldo Jiménez (CUB)      | Eric Wetzel (USA)      | Julio Negron (PUR)    |
| Até 52 kg detalhes  | Pedro Javier Roque (CUB)    | Bernardo Olvera (MEX)  | Shawn Sheldon (USA)   |
| Até 57 kg detalhes  | Amadoris González (CUB)     | Ramón Meña (PAN)       | Anthony Amado (USA)   |
| Até 62 kg detalhes  | Mario Olivera (CUB)         | Juan Mora (MEX)        | Dalen Wasmund (USA)   |
| Até 68 kg detalhes  | Andrés Alexis Jiménez (CUB) | Herminio Hidalgo (PAN) | James Martinez (USA)  |
| Até 74 kg detalhes  | David Butler (USA)          | Víctor Romero (CUB)    | José Betancourt (PUR) |
| Até 82 kg detalhes  | Chris Catalfo (USA)         | Lou Kok (CAN)          | Juan Conde (CUB)      |
| Até 90 kg detalhes  | Guillermo Cruz (CUB)        | Derrick Waldroup (USA) | Doug Cox (CAN)        |
| Até 100 kg detalhes | Héctor Milián (CUB)         | Dennis Koslowski (USA) | Steve Marshall (CAN)  |
| Até 130 kg detalhes | Duane Koslowski (USA)       | Arturo Diaz (CUB)      | Daniel Payne (CAN)    |

Luta livre masculina
| Evento              | Ouro                    | Prata                      | Bronze                      |
| ------------------- | ----------------------- | -------------------------- | --------------------------- |
| Até 48 kg detalhes  | Aldo Martínez (CUB)     | Tim Vanni (USA)            | William Delgado (COL)       |
| Até 52 kg detalhes  | Carlos Varela (CUB)     | Greg Robbins (USA)         | Christopher Woodcroft (CAN) |
| Até 57 kg detalhes  | Alejandre Puerto (CUB)  | Robert Dawson (CAN)        | Jorge Olvera (MEX)          |
| Até 62 kg detalhes  | John Smith (USA)        | Joe Domarchuk (CAN)        | Enrique Valdez (CUB)        |
| Até 68 kg detalhes  | Andre Metzger (USA)     | Eugenio Montero (CUB)      | Pat Sullivan (CAN)          |
| Até 74 kg detalhes  | Dave Schultz (USA)      | Raúl Cascaret (CUB)        | Gary Holmes (CAN)           |
| Até 82 kg detalhes  | Mark Schultz (USA)      | Lou Kok (CAN)              | Orlando Hernández (CUB)     |
| Até 90 kg detalhes  | Doug Cox (CAN)          | Roberto Leitão Filho (BRA) | Jim Scherr (USA)            |
| Até 100 kg detalhes | William Scherr (USA)    | Luis Miranda Leon (CUB)    | Gavin Carrow (CAN)          |
| Até 130 kg detalhes | Bruce Baumgartner (USA) | Domingo Mesa (CUB)         | Daniel Payne (CAN)          |

## Quadro de medalhas
| Ordem | País               | Medalha de ouro | Medalha de prata | Medalha de bronze |    |
| ----- | ------------------ | --------------- | ---------------- | ----------------- | -- |
| 1     | CUB Cuba           | 10              | 6                | 3                 | 19 |
| 2     | USA Estados Unidos | 9               | 5                | 5                 | 19 |
| 3     | CAN Canadá         | 1               | 4                | 8                 | 13 |
| 4     | MEX México         |                 | 2                | 1                 | 3  |
| 5     | PAN Panamá         |                 | 2                |                   | 2  |
| 6     | BRA Brasil         |                 | 1                |                   | 1  |
| 7     | PUR Porto Rico     |                 |                  | 2                 | 2  |
| 8     | COL Colômbia       |                 |                  | 1                 | 1  |
| TOTAL | TOTAL              | 20              | 20               | 20                | 60 |

## Ligação externa
- Dados na foeldeak.com